# Episodi di Avvocato di difesa - The Lincoln Lawyer (prima stagione)
La prima stagione della serie televisiva Avvocato di difesa - The Lincoln Lawyer, composta da dieci episodi, è stata interamente pubblicata dal servizio di streaming Netflix il 13 maggio 2022.
| n° | Titolo originale         | Titolo italiano            | Pubblicazione USA | Prima TV Italia |
| -- | ------------------------ | -------------------------- | ----------------- | --------------- |
| 1  | He Rides Again           | È tornato in sella         | 13 maggio 2022    | 13 maggio 2022  |
| 2  | The Magic Bullet         | La pallottola magica       | 13 maggio 2022    | 13 maggio 2022  |
| 3  | Momentum                 | Energia                    | 13 maggio 2022    | 13 maggio 2022  |
| 4  | Chaos Theory             | La teoria del caos         | 13 maggio 2022    | 13 maggio 2022  |
| 5  | Twelve Lemmings in a Box | Dodici pecore al banco     | 13 maggio 2022    | 13 maggio 2022  |
| 6  | Bent                     | Corruzione                 | 13 maggio 2022    | 13 maggio 2022  |
| 7  | Lemming Number Seven     | Giurato numero sette       | 13 maggio 2022    | 13 maggio 2022  |
| 8  | The Magic Bullet Redux   | La pallottola magica 2     | 13 maggio 2022    | 13 maggio 2022  |
| 9  | The Uncanny Valley       | Repulsione                 | 13 maggio 2022    | 13 maggio 2022  |
| 10 | The Brass Verdict        | Il verdetto del proiettile | 13 maggio 2022    | 13 maggio 2022  |

## È tornato in sella
- Titolo originale: He Rides Again
- Diretto da: Liz Friedlander
- Scritto da: David E. Kelley & Ted Humphrey

### Trama
Los Angeles. Mickey Haller sta oziando sulla spiaggia, ricordando l'incidente surfistico di cui rimase vittima diciotto mesi prima, quando viene convocato dalla Giudice Mary Holder, presidente del tribunale di contea. La Holder gli comunica il decesso dell'avvocato Jerry Vincent, ex procuratore passato alla difesa nonché amico di Mickey, assassinato in circostanze misteriose. Dieci giorni prima di morire Jerry aveva depositato un documento in cui stabiliva di lasciare in eredità il suo studio a Mickey, il quale quindi si ritrova in dote tutti i clienti del defunto collega. Per Mickey si tratta di un colpo importante, dato che dall'incidente in poi il suo studio ha iniziato a navigare in pessime acque, avendo sviluppato una dipendenza da antidolorifici che gli ha impedito di lavorare. Tra i clienti di Jerry c'è Trevor Elliott, un informatico che ha fondato una celebre azienda di videogiochi, accusato dell'omicidio di sua moglie Lara e dell'amante Jan. Elliott non ha ancora deciso se farsi rappresentare da Mickey, soprattutto perché intende presentarsi in tribunale già la settimana seguente.
Mickey inizia a rimettere in piedi lo studio, di cui è segretaria la sua seconda ex moglie Lorna Crane. Mickey incarica Lorna di cercare un autista che lo scorrazzi in giro a bordo delle sue Lincoln a noleggio, mentre come investigatore privato vuole avvalersi del fidato Cisco, nonostante sia l'attuale fidanzato di Lorna. Mickey si precipita in tribunale a difendere Izzy, giovane ragazza afroamericana accusata del tentato furto di una collana, il cui caso era seguito da Jerry. Mickey ottiene lo spostamento dell'udienza al giorno successivo, con la scusa di non aver avuto modo di prepararsi. Del caso di Jerry si sta invece occupando il detective Raymond Griggs, con cui Mickey non entra inizialmente in sintonia perché sosteneva che anche lui, viste le circostanze con cui gli è subentrato nella gestione dello studio, andava considerato nella lista dei sospettati. Raymond accetta poi di collaborare con Mickey, rendendolo edotto della scomparsa di una borsa contenente il portatile di Jerry.
Mickey riesce a far scagionare Izzy, dimostrando che la collana oggetto del contendere è in realtà un falso e quindi il reato di cui la giovane è accusata non sussiste. Rimasto colpito dalla volontà di Izzy di diventare una persona migliore, essendo tra l'altro fresca di disintossicazione, Mickey decide di assumerla come sua autista. Andato nella villa di Elliott a Malibù, dove si è consumato il duplice omicidio di Lara e Jan, Mickey apprende che l'accusato è risultato positivo al riscontro della polvere da sparo. Cisco comunica a Mickey che lui e Lorna vogliono sposarsi, incassando il suo benestare. Elliott accetta di essere rappresentato da Mickey, il quale vuole assoluta sincerità per poterlo difendere al meglio. Elliott racconta che non avrebbe mai potuto uccidere Lara, l'unica donna della sua vita, tanto da aver costruito la protagonista di Nocturna, il suo videogioco di maggior successo, ispirandosi a lei. I videogiochi di Elliott sono progettati secondo la teoria robotica di Uncanny valley, dove la somiglianza dei personaggi con le figure umane è direttamente proporzionale alla gradevolezza provata dal giocatore.

## La pallottola magica
- Titolo originale: The Magic Bullet
- Diretto da: Erin Feeley
- Scritto da: David E. Kelley & Ted Humphrey

### Trama
Di ritorno dall'incontro con Elliott, Izzy segnala a Mickey che sono seguiti da un suv nero, riuscendo a seminarlo con un'abile manovra. In ufficio Lorna e Cisco lo informano che il fascicolo della difesa di Elliott è molto scarno, quindi sarebbe opportuno chiedere un rinvio. Mickey rifiuta e si precipita a difendere Terrell Coleman, accusato di aggressione a pubblico ufficiale perché sorpreso a vendere articoli contraffatti. Terrell è convinto che il pubblico ufficiale in questione, Maurice, lo detesti in quanto suo ex compagno di scuola a cui ai tempi rubò la fidanzata. Mickey nota nuovamente il suv appostato fuori da casa sua, ma non fa in tempo a prendere il numero di targa. Cisco nota che negli ultimi tempi Jerry aveva versato diversi soldi a un investigatore privato di nome Bruce Carlin. Costui racconta di essere stato inizialmente assegnato al caso Elliott, ma in seguito Jerry glielo tolse per seguirlo lui personalmente e nelle ultime settimane appariva piuttosto turbato.
Mickey ha ottenuto dalla Giudice Holder l'accesso ai conti dello studio di Jerry. Lorna nota che Jerry aveva distratto parecchi soldi per riversarli sui suoi conti correnti privati. Inoltre, analizzando il GPS della macchina, Griggs aveva riscontrato che Jerry frequentava saltuariamente un casinò di nome Athena's Temple. Lorna avvicina Krisha Gold, istruttrice di yoga frequentata da Lara, venendo a sapere che Jan era solito dedicarsi a scappatelle anche con altre donne. Mickey fa assolvere Terrell, dimostrando che la body cam indossata dall'agente Maurice era fuori uso, proponendo in alternativa di visionare i filmati del bancomat che avrebbero sconfessato il poliziotto. Lorna rintraccia l'ultimo documento in coda alla stampante di Jerry, la mozione di rinvio del caso Elliott che, se non fosse morto, avrebbe depositato il giorno seguente. Mickey cerca di far capire alla prima ex moglie Maggie McPherson, procuratrice inflessibile nota come Maggie la spietata, che è davvero cambiato per il bene di loro figlia Hayley.
Mickey si scontra con Jeff Golantz, il rappresentante dell'accusa nel processo Elliott, perché vuole costringerlo a rinviare l'udienza. Elliott indispone il Giudice Stanton, prendendo la parola per rifiutare il rinvio che Mickey sembra propenso ad accettare. Elliott spiega a Mickey di aver chiuso un accordo per vendere la sua tecnologia, ma se fosse condannato andrebbe tutto in fumo, quindi è per questo che ha l'impellenza di celebrare immediatamente il processo. Mickey rientra nell'ufficio del Giudice, assicurando che sarà pronto per l’udienza della settimana successiva. L'assistente di Jerry non è in grado di aiutare Mickey, se non per un certo "proiettile magico" menzionato dall'uomo un paio di settimane prima di morire. In gergo giuridico il "proiettile magico" è quell'elemento capace di far svoltare un caso, con Mickey assolutamente determinato a trovarlo. Mickey è tranquillo nel constatare che stavolta nessuno lo sta seguendo, ma ignora che il suv nero è in un parcheggio e lo sta ascoltando con una ricetrasmittente.

## Energia
- Titolo originale: Momentum
- Diretto da: Erin Feeley
- Scritto da: David E. Kelley & Ted Humphrey

### Trama
Dopo aver difeso la giovane cliente Kym Wagstaff, accusata di atti osceni in luogo pubblico, Mickey scopre che quel giorno deve rappresentare anche un certo Eli Wyms, il cui nome non risulta nell'archivio di Jerry. Cisco ha ottenuto le riprese delle telecamere di sicurezza all'esterno dell'Athena's Temple, dove lo si vede ritirare qualcosa da un uomo. A complicare ulteriormente il quadro, l'investigatore Bruce Carlin risulta scomparso. Mickey mette Cisco sulle tracce di un uomo, mostratogli da Griggs, mentre stava uscendo dallo studio di Jerry. Eli Wyms, accusato di tentato pluriomicidio nei confronti di un agente di polizia, è un veterano pluridecorato che Jerry ha accettato di difendere, nonostante gli fosse stato assegnato un difensore d'ufficio. Mentre Lorna indaga per saperne qualcosa di più sul conto dell'istruttore Jan, Mickey partecipa a una rimpatriata di colleghi per commemorare Jerry, una persona talmente integra che sarà difficile trovarne una uguale.
Elliott sostiene di non aver mai usato una pistola, quindi il riscontro balistico della polvere da sparo è un falso positivo. Mickey gli chiede conto dei cinque minuti che ha aspettato prima di chiamare i soccorsi, trovandosi in disaccordo con un cliente che vuole giocarsi il tutto sul consenso dei suoi fan sui social network. Elliott racconta di aver litigato con Lara la sera prima dell'omicidio, andando a Malibù per far pace e trovandola morta assieme a Jan. Le telecamere erano state disattivate da Lara per non venire ripresa con l'amante, il che rende sospetto che Elliott non sapesse nulla delle scappatelle della moglie. A questo punto Elliott ammette di essere consapevole dei tradimenti della moglie, dato che anche lui faceva lo stesso per tenere vivo un matrimonio in grande difficoltà. Riflettendo sugli elementi raccolti finora, Mickey trova un inatteso collegamento tra i casi di Elliott e Wyms, arrestato lo stesso giorno in cui sono stati trovati i cadaveri di Lara e Jan. Sceso nel parcheggio, Mickey trova lo stesso uomo mostratogli da Griggs e fugge nel suo ufficio, telefonando al detective.

## La teoria del caos
- Titolo originale: Chaos Theory
- Diretto da: Bill D'Elia
- Scritto da: Chris Downey & David E. Kelley

### Trama
Mickey accusa Griggs di essere lui il mandante dell'uomo misterioso. Il detective ammette di aver orchestrato tutto per assicurarsi che non fosse lui il colpevole dell'omicidio di Jerry. Adesso Griggs vorrebbe che Mickey agisse da bersaglio per provare ad attirare il killer, garantendogli sorveglianza per evitare ogni possibile grave conseguenza. Mickey fatica a digerire l'atteggiamento distaccato con cui Elliott sta affrontando i preparativi del processo, considerando che manca una settimana alla selezione della giuria. Anche Wyms si mostra poco collaborativo, ma è disposto a raccontare la verità se Mickey lo farà uscire dal centro psichiatrico in cui è rinchiuso. Carlin contatta Mickey per dire che non è stato lui a uccidere Jerry, lasciando intendere che potrebbe esistere un collegamento tra la morte di Jerry e non il caso Wyms, bensì con il caso Elliott. Maggie rappresenta l'accusa contro Angelo Soto, un manager di case di cura che è accusato di favoreggiamento dell'immigrazione clandestina. David Loresca, l'uomo dalla cui testimonianza è partito tutto il caso, è poco propenso a continuare la collaborazione con le autorità perché teme di essere scoperto quale delatore.
Mickey scopre la cimice a bordo della sua Lincoln, motivo per cui Carlin gli ha dato buca a un appuntamento al parco. Lorna scopre che tra i debitori dello studio di Jerry c'era Wayne Banks, morto due anni prima per un'overdose, con l'avvocato che aveva mandato Carlin a saldare il debito. Ottenuto un accordo per ridurre la pena a Wyms, Mickey viene a sapere dall'uomo che la notte in cui ha sparato alla polizia era in stato di alterazione perché cacciato di casa dalla moglie. Dal canto suo, Elliott dice di non saperne nulla a proposito di Wyms. Hayley, la figlia di Mickey e Maggie, è contenta di aver visto i genitori insieme alla sua partita di calcio, sognando una riconciliazione tra loro. Cisco è riuscito a rintracciare Carlin, ma viene fermato dalla polizia e successivamente, invitato a uscire dalla macchina, travolto da un’automobilista distratta. Intanto, si complica anche il caso Soto perché Loresca è rimasto vittima di una sparatoria. Maggie non si dà pace per quanto avvenuto, sentendosi responsabile di aver messo il suo testimone privilegiato in pericolo. Mickey accetta di partecipare con Izzy a un incontro degli alcolisti anonimi.

## Dodici pecore al banco
- Titolo originale: Twelve Lemmings in a Box
- Diretto da: Bill D'Elia
- Scritto da: Andi Bushell, David E. Kelley & Ted Humphrey

### Trama
Mickey porta Elliott in periferia per fargli capire che il suo destino è appeso alla decisione dei giurati, persone comuni che rischiano di vederlo come un ricco spocchioso. Nonostante Elliott avesse stabilito di non assumere alcun consulente per la selezione della giuria, Mickey si rivolge alla fidata Gwen per agire di nascosto in loro sostegno. Mickey è tormentato da un caso del passato, quello di Jesus Mendoza, che continua a non dargli pace. Maggie è sotto pressione perché la sua superiore Janelle Simons, che si sta giocando la l'elezione a procuratore distrettuale e vuole che tutti i casi siano inattaccabili, compreso quello di Soto che è a forte rischio vista la morte del testimone chiave Loresca.
Mickey è soddisfatto della selezione della giuria, non conclusa perché entrambe le parti hanno ancora a disposizione una ricusazione a testa. All'uscita dal tribunale è avvicinato da Teddy Vogul, un motociclista che gli chiede aiuto per un suo amico. Lorna incrocia un ex compagno di università, fingendo di essere una praticante. Elliott vuole che Mickey ricusi un giurato da lui invece considerato favorevole. A questo punto Mickey si gioca la carta della discriminazione, accusando Golantz che sette delle sue ricusazioni hanno riguardato donne. Il giudice respinge la mozione e Golantz si gioca l'ultima ricusazione su un giurato di poco significato. Il giudice comunica a Mickey che il suo cliente ha intimidito il famigerato giurato dieci, quello che insiste per ricusare. Mickey si vede costretto a ricusare il giurato dieci. Cisco viene minacciato da Anton Shavar, oscuro proprietario di un'agenzia di sicurezza, per aver importunato la sua ex moglie Neema, una delle clienti di Jan. Maggie riesce a rintracciare Tanya Cruz, una donna molto vicina a Soto, convincendola a scampare dal carcere affidandosi a Mickey.
Maggie mette in chiaro con Mickey che, anche se ultimamente può essere apparsa vulnerabile per via della sua crisi di lavoro, le cose tra loro non sono cambiate. Griggs informa Mickey che Jerry aveva effettuato un grosso prelievo di denaro contante per acquistare una barca, ma non ne risulta nessuna registrata a suo nome. Il detective ha quindi il forte sospetto che il denaro prelevato da Jerry servisse per pagare una mazzetta.

## Corruzione
- Titolo originale: Bent
- Diretto da: David Grossman
- Scritto da: Gladys Rodriguez, David E. Kelley & Ted Humphrey

### Trama
Passato. Uscito da un'aula di tribunale, Mickey Haller Sr. impartisce una lezione di vita al figlio Mickey, spiegandogli che preferisce difendere le persone povere perché nei loro occhi legge la sincerità.
Presente. Mickey si sta preoccupando per la figlia Hayley, rimasta scioccata dopo aver visto il cadavere di Loresca. Maggie chiede all'ex marito di difendere Tanya Cruz, al che Mickey suggerisce di far venire Hayley alla prima udienza del processo Elliott, sperando che vederlo in azione la aiuti a riprendersi. Mickey viene convocato dalla Giudice Holder, informata della sua presenza in un bar al raduno in memoria di Jerry. Mickey la rassicura che non ha ripreso a bere ed è in grado di assicurare a Elliott la miglior difesa possibile. Indirizzato dallo staff, Mickey incontra l'ingegnere Sonia Patel che era amica di Lara Elliott. Sonia accusa Trevor di averla allontanata da Lara, non avendo la minima idea di chi avrebbe mai potuto farle del male. Mickey va in carcere a trovare Mendoza, ancora risentito nei suoi confronti per aver voluto patteggiare dopo la scomparsa della testimone chiave. Mickey ribadisce che manterrà fede alla promessa fattagli di trovare il vero colpevole e liberarlo. Lorna e Cisco vanno a indagare nel ristorante del marito del Giudice Stenton, colui che secondo Mickey avrebbe beneficiato della mazzetta di Jerry.
Mickey accetta di difendere Tanya Cruz, da cui apprende che era diventata l'amante di Soto e ora aspetta un figlio da lui, però vuole ottenere il disconoscimento della paternità. Maggie organizza un ricevimento per la campagna elettorale di Janelle Simons. In quest'occasione Mickey cerca di saperne di più sui rapporti tra Maggie e Golantz, alludendo a una possibile relazione tra la prima ex moglie e il suo prossimo sfidante in tribunale. All'uscita dalla festa Maggie è avvicinata da Robert Cardone, lo sfidante di Simons alle elezioni, che le propone di passare dalla sua parte. Mickey porta Hayley in centro a mostrarle gli uffici delle più importanti istituzioni cittadine, spiegandole come fece a suo tempo il padre le ragioni per cui difende anche le persone emarginate. Chiacchierando con la figlia, a Mickey viene un lampo che lo spinge a richiedere un incontro urgente con Elliott. Mickey ha infatti capito che il suo cliente ha corrotto un giurato, il che spiega tutta la sua fretta di andare a processo e non voler nemmeno un consulente. Mickey ha capito che il giurato in questione è il numero sette, un ingegnere aerospaziale, ricevendo la diretta ammissione di Elliott. A questo punto Mickey vuole piantare in asso in cliente, ma Elliott gli spiega che ormai è troppo coinvolto per tirarsene fuori. Elliott rivela di aver messo in piedi la sua società attraverso fondi provenienti da un compagno di college, Pavel Kosevich, figlio del magnate russo del petrolio Sergej con cui ha sottoscritto un accordo e che adesso vuole passare all'incasso. Sentite le spiegazioni del cliente, Mickey accetta di restare a bordo, pur facendogli capire che sarà difficile avere ancora la sua fiducia. Mentre sta tornando in città, Mickey ripensa a quel giorno del colloquio con suo padre in cui il genitore gli spiegò che preferisce difendere i colpevoli perché, se anche dovessero finire in prigione, non sarebbero più un pericolo per la società.

## Giurato numero sette
- Titolo originale: Lemming Number Seven
- Diretto da: David Grossman
- Scritto da: Zach Calig, David E. Kelley & Ted Humphrey

### Trama
Mickey chiede a Cisco di indagare in via del tutto confidenziale sul giurato numero sette e Sergej Kosevich. In tribunale si apre il processo contro Trevor Elliott. Nel discorso di apertura Golantz definisce Elliott un uomo possessivo e assetato di potere, con Mickey soddisfatto perché il procuratore si è dilungato troppo e annoiato i giurati. Mickey replica che l'accusa non è possesso della prova della pistola con cui Elliott avrebbe commesso il duplice omicidio, sostenendo che le indagini sono state svolte concentrandosi esclusivamente sul suo cliente. Il primo testimone è uno dei poliziotti accorsi sulla scena del delitto, il quale riferisce che Elliott si era mostrato apatico di fronte alla tragedia e per tre volte ha ripetuto di non essere lui il colpevole. Mickey mette in luce l'inesperienza del giovane poliziotto che ha ammanettato Elliott appena due minuti dopo l'arrivo della pattuglia, nonostante non fosse in stato di arresto. Tanya riferisce a Maggie che una delle lavoranti di Soto è scomparsa dopo aver tentato di denunciarlo alle autorità anti-immigrazione.
Il secondo testimone è il Detective Kinder che ha raccolto la deposizione di Elliott in centrale. Kinder accusa Elliott di aver chiamato i soccorsi con eccessivo ritardo rispetto al rinvenimento dei cadaveri. Mickey insiste per contro-interrogare subito il detective, evitando che la seduta venga aggiornata e i giurati abbiano in mente le ultime parole di Kinder. Mickey fa emergere come la polizia non abbia preso in considerazione ipotesi alternative al fatto che Lara fosse il bersaglio principale. Lorna si offre di seguire Hayley mentre i genitori sono impegnati in tribunale. Dopo averla vista litigare con una compagna di calcio, Lorna fa capire alla ragazza che deve imparare a gestire le chiacchiere della gente sul lavoro dei suoi genitori. Lorna comunica a Cisco che ha deciso di riprendere gli studi di giurisprudenza, dato che tutti la scambiano per un avvocato. Maggie viene a sapere dal suo collega Lankford che Griggs sta indagando sul conto di Mickey. Cisco ha scoperto che il giurato non è affatto un ingegnere aerospaziale, mentre Kosevich è affiliato alle principali organizzazioni criminali russe e particolarmente abile nel far sparire le persone. Maggie trova una pista promettente in Alvin Aquino, membro della gang latina che lavora nel negozio di fiorista usato da Soto per nascondere i propri traffici.
Mickey ha fatto istanza di verdetto immediato. Il Giudice Stanton è venuto a conoscenza della manipolazione della giuria, comunicatagli da un messaggio anonimo sul giurato numero sette che peraltro non si è presentato all'udienza. Stanton è pronto a dichiarare l'annullamento del processo, ma Mickey propone di sostituire il giurato corrotto e anche Golantz pensa di poter vincere a prescindere dall'identità dei giurati. Stanton si convince quindi a non annullare il processo. Maggie mette in guardia Mickey su Griggs.

## La pallottola magica 2
- Titolo originale: The Magic Bullet Redux
- Diretto da: Alonso Alvarez
- Scritto da: Justin Peacock, David E. Kelley & Ted Humphrey

### Trama
Mickey è riuscito a rintracciare Gloria Dayton, la prostituta che può aiutarlo a risolvere il tormentato caso Mendoza. All'udienza del processo Elliott l'accusa chiama alla sbarra Sonia Patel, non presente nell'elenco dei testimoni. Sonia accusa Elliott di averla allontanata da Lara, manipolandola perché a suo dire era molto più talentuosa del marito; Lara aveva qualcosa di molto importante da dirle, ma non sono riuscite a vedersi. Mickey sottolinea che Sonia sarebbe mossa da rancore nei confronti di Elliott per una mancata promozione lavorativa, da cui la decisione di lasciare la società. Il perito di laboratorio Eric Lumis afferma che le tracce di polvere da sparo trovate addosso a Elliott non danno adito a dubbi sulla bontà della perizia. Mickey è riuscito a scovare un caso in cui la perizia di Lumis era stata respinta dal giudice, ma sul fondo della copia trasmessa alla difesa manca la firma della responsabile del laboratorio. Janelle pressa Maggie affinché chiuda il caso Soto entro la settimana, altrimenti l'imputato dovrà essere scagionato.
Mickey fa una capatina all'Athena's Temple, incuriosendosi nel vedere alcune macchine della polizia condotte a uno sfasciacarrozze. Mickey porta in tribunale il filmato del fermo di Elliott da parte della polizia, ripreso dal videomaker freelance Julio Munoz. Nello stesso video si vede un altro evento ripreso da Munoz, vale a dire la sparatoria in cui veniva arrestato Eli Wyms. Mickey chiama a testimoniare il proprietario dello sfasciacarrozze, facendogli identificare il veicolo della polizia con cui è stato arrestato Wyms. Dopodiché utilizza un'esperta di balistica, la Dottoressa Miriam Arslanian, per dimostrare che i residui di polvere da sparo trovati addosso a Elliott erano dovuti al fatto che fosse stato fatto sedere sulla stessa macchina della polizia precedentemente impiegata per l'arresto di Wyms. Mickey richiama poi il Detective Kinder per riuscire a far deporre Anton Shavar, l'arma che può aiutare la difesa a vincere il processo. Shavar ammette che l'infedeltà dell'ex moglie Neema è stata all'origine del loro divorzio, da cui poi è scaturita un'ordinanza restrittiva fatta emettere da Neema nei confronti di Shavar. Mickey sbugiarda l'uomo, a suo dire tutt'altro che violento, mostrando il filmato di quando ha minacciato Cisco per aver avvicinato Neema.
La polizia ha fermato Alvin Aquino. Elliott chiede a Mickey di poter testimoniare per riabilitare il proprio nome. Izzy entra in crisi perché la sua ex fidanzata le ha chiesto di drogarsi insieme. Mickey va a riprendere la ragazza nel backstage di un concerto, riaccompagnandola a casa.

## Repulsione
- Titolo originale: The Uncanny Valley
- Diretto da: Alonso Alvarez
- Scritto da: Chris Downey & Ryan Hoang Williams

### Trama
Izzy ringrazia Mickey per averla ospitata, promettendogli che riprenderà a frequentare gli incontri. Concessa la giornata libera alla sua autista, Mickey inizia a preparare Elliott per la deposizione in tribunale. Golantz propone a Mickey di patteggiare una condanna di Elliott a nove anni per omicidio volontario, ricevendo l'inevitabile rifiuto da parte dell'imputato. Maggie e Lankford cercano una prova che colleghi Aquino all'omicidio di Loresca, in caso contrario lo dovranno rilasciare ed è molto probabile che a quel punto si metterà in contatto con Soto.
Chiamato alla sbarra, Elliott racconta il successo della sua azienda e come ha conosciuto Lara, ammettendo che nel suo matrimonio c'erano problemi di infedeltà da parte di entrambi; il giorno dell'omicidio era andato a Malibu per cercare di salvare il matrimonio, senza aspettarsi di trovare Lara e l'istruttore Jan cadaveri. Golantz porta come prova il calendario degli appuntamenti di Elliott, evidenziando che quel giorno aveva in agenda ben sette incontri da lui mai disdetti; la posizione dell'imputato si complica quando Golantz mostra un frammento del videogioco Nocturna in cui il personaggio di Lara prende una pistola identica a quella dell'omicidio. Maggie vuole che Tanya registri la confessione di Aquino, unica soluzione per incastrare Soto e poter ricominciare una nuova vita lontana da lui. Nella requisitoria finale Golantz mostra ai giurati le immagini dei corpi di Lara e Jan, definendo Elliott un manipolatore che avrebbe voluto modellare la moglie secondo quanto mostrato in Nocturna. Mickey utilizza la matematica per dimostrare che Elliott non sarebbe mai riuscito a commettere gli omicidi, essendo trascorsi appena sette minuti tra il rinvenimento dei cadaveri e l'arrivo del video operatore; in chiusura Mickey chiama in causa Anton Shavar quale vero colpevole. Cisco ragguaglia Mickey sulle scoperte fatte a proposito di Kosevich. A suo parere, Elliott ha mentito perché lui e Pavel erano in pessimi rapporti, come confermato dal loro compagno di stanza Ben Hoffmann, nel frattempo diventato direttore tecnico della società di Pavel; questo significa che Sergej Kosevich non avrebbe mai investito nell'attività di Elliott e non sono russi gli uomini che hanno seguito Mickey.
La giuria dichiara Trevor Elliott non colpevole di entrambi gli omicidi. Mickey consegna a Eli Wyms un affidavit che gli consentirà, una volta tornato libero dopo sei mesi rinchiuso in clinica, di fare causa allo studio di Jerry Vincent. Tanya riesce a far confessare Angelo Soto, ma l'uomo ha intuito che l'amante era microfonata e la sveste, tentando di strangolarla; l'intervento della polizia le salva la vita e Soto viene finalmente arrestato. Mickey dice a Elliott che ha saputo del suo piccolo segreto, cioè che è stata Lara a scrivere le righe di codice decisive per finalizzare il videogioco, ma grazie al segreto professionale nessuno lo potrà mai sapere; Mickey ha capito anche che Elliott è riuscito a sbarazzarsi delle prove in soli sette minuti attraverso un drone che stava pilotando prima dell'arrivo della polizia, oltre al fatto che i pedinamenti erano opera di Elliott che voleva apparire innocente agli occhi del suo avvocato. Cisco informa Mickey che Gloria Dayton arriverà l'indomani a Los Angeles. Subito dopo arriva un'altra telefonata della polizia che gli comunica il rinvenimento di Izzy in sospetta overdose a bordo della propria macchina; raggiunto il luogo, Mickey è colpito alle spalle da un uomo che accusa lui e Jerry di non avergli retto il gioco.

## Il verdetto del proiettile
- Titolo originale: The Brass Verdict
- Diretto da: David Grossman
- Scritto da: David E. Kelley & Ted Humphrey

### Trama
Mickey riesce a liberarsi dell'aggressore, il quale lo riprende e minaccia di strozzarlo; l'arrivo della polizia coordinata da Griggs gli salva la vita, ma l'aggressore è morto precipitando dalla scarpata del canyon. Maggie si precipita a casa di Mickey per verificarne lo stato di salute, iniziando a baciarsi prima di essere interrotti da un messaggio di Hayley; Mickey esprime il desiderio di riavere indietro la sua famiglia, al che Maggie propone di vedersi a pranzo la domenica successiva come ai vecchi tempi. Lorna avvicina Gloria Dayton, lasciandole il biglietto da visita dello studio nella speranza che decida di fare la cosa giusta. Glory si presenta nell'ufficio di Mickey, raccontando che la sera prima della testimonianza l'agente in borghese Linda Perez della Buoncostume minacciò di farla arrestare qualora fosse andata alla sbarra. L'audio della confessione di Soto è corrotto, quindi Tanya deve testimoniare in tribunale davanti al boss. Elliott sta annunciando la fusione della Parallax, quando dalla folla vengono esplosi due colpi di pistola che lo uccidono. A sparare è stata Carol Dubois, una delle amiche e partner dell'istruttore Jan che ha seguito l'intero processo e non ha mai accettato il verdetto di assoluzione.
Dopo aver pranzato con Maggie e Hayley, Mickey si rimette al lavoro sul caso Mendoza, dato che ha ottenuto la riapertura del procedimento in cui Gloria ha accettato di testimoniare. Gloria riferisce delle minacce ricevute da Linda Perez per non testimoniare. Mickey chiama alla sbarra Linda Perez, la quale afferma di non essere andata nell'hotel in cui alloggiava Gloria perché si trovava con la famiglia in campeggio; Mickey mostra un filmato in cui si vede la Perez introdursi in un ascensore dell'hotel. Costretta dal giudice a dire la verità per non essere incriminata, la Detective Perez attribuisce la responsabilità della sua iniziativa a Lankford che le aveva garantito in cambio la promozione a detective. Maggie si ritrova così privata della propria spalla alla vigilia dell'udienza decisiva del caso Soto, attribuendone la responsabilità a Mickey che a suo dire avrebbe dovuto informarla prima di compiere una mossa così spericolata; questo inevitabilmente compromette gli enormi sforzi fatti negli ultimi tempi da Mickey per ricomporre l'unità familiare con l'ex moglie e Hayley.
Bob Cardone è stato eletto procuratore distrettuale e comunica a Maggie che il caso Soto è archiviato, quindi il boss tornerà libero, inoltre la stessa Maggie verrà trasferita in un altro distretto. Maggie dichiara in tribunale il ritiro di tutte le accuse a carico di Soto, ma l'uomo è tratto nuovamente in arresto per nuovi reati. Cisco informa il gruppo motociclistico dei Saints che l'accordo con Mickey si deve intendere cessato, non potendo più essere difesi gratuitamente. La Giudice Holder si complimenta con Mickey per come ha gestito egregiamente lo studio di Jerry, firmando i documenti che lo svincolano dall'obbligo di riferire a lei; Mickey accusa la Holder di essere la responsabile della manipolazione dei giurati e di averlo fatto spiare. Quando la giudice minaccia di denunciarlo per oltraggio alla corte, Mickey estrae la prova che la inchioda e Griggs entra nello studio per procedere all'arresto. Mickey si fa accompagnare da Izzy, tornata pienamente ristabilita, ad assistere alla scarcerazione di Mendoza. Mentre Maggie sgombera la scrivania del suo ufficio, Lorna compila la domanda di iscrizione alla facoltà di legge. Mickey va in spiaggia a surfare per la prima volta dall'incidente; dalla riva lo sta osservando un uomo con un tatuaggio sul braccio, lo stesso che Gloria aveva identificato come il vero assassino nel caso Mendoza.